# Conophymacris szechwanensis
Conophymacris szechwanensis är en insektsart som beskrevs av Chang, K.S.F. 1937. Conophymacris szechwanensis ingår i släktet Conophymacris och familjen Dericorythidae. Inga underarter finns listade i Catalogue of Life.